# Lockheed XB-30
Lockheed XB-30 byl projekt těžkého bombardéru, vyvíjený na objednávku amerického armádního letectva firmou Lockheed. Ze stejného zadání vznikly také typy Boeing B-29 Superfortress a Consolidated B-32 Dominator.
Požadavek USAAF na vývoj bombardéru vycházel z práce komise, kterou v době rostoucího napětí ve světě založil generál Henry „Hap“ Arnold, aby připravila požadavky na dlouhodobý rozvoj amerického letectva. Vedl jí generál W. G. Kilner a jejím členem byl i Charles Lindbergh. Během roku 1939 přišla komise s řadou návrhů a jedním z nich byla i potřeba vývoje nového těžkého bombardéru s dlouhým doletem. V době vypuknutí války bylo několik firem k vývoji těžkého bombardéru s doletem 8 000 km.
V případě typu XB-30 nepokročil vývoj dále než do stádia projektu. Byl postaven pouze zmenšený model prototypu. Důvodem byl hlavně úspěšný projekt B-29 firmy Boeing. Tento projekt byl odvozen od dopravního letounu Lockheed L-049 Constellation (vojenská verze Lockheed C-69 Constellation), který vznikal ve stejné době. 

## Specifikace

### Technické údaje
- Posádka: 12
- Délka: 31,91 m
- Rozpětí: 37,50 m
- Výška: 7,25 m
- Nosná plocha: 153 m²
- Prázdná hmotnost: 23 462 kg
- Plná hmotnost: 39 020 kg
- Maximální vzletová hmotnost: 42 640 kg
- Pohonná jednotka: 4× Wright R-3350-13, 2 200 hp (1 600 kW)

### Výkony (předpokládané)
- Maximální rychlost: 615 km/h
- Dolet: 5 333 mil
- Operační dostup: 5 440 m

### Výzbroj
- 10× kulomet M2 ráže 12,7 mm
- 1× 20 mm kanón v ocasním střelišti
- 3 300 liber pum